# Heritage Lake (Indiana)
Heritage Lake es un lugar designado por el censo ubicado en el condado de Putnam en el estado estadounidense de Indiana. En el Censo de 2010 tenía una población de 2880 habitantes y una densidad poblacional de 319,44 personas por km².

## Geografía
Heritage Lake se encuentra ubicado en las coordenadas 39°43′44″N 86°42′32″O / 39.72889, -86.70889. Según la Oficina del Censo de los Estados Unidos, Heritage Lake tiene una superficie total de 9.02 km², de la cual 7.8 km² corresponden a tierra firme y (13.47%) 1.21 km² es agua.

## Demografía
Según el censo de 2010, había 2880 personas residiendo en Heritage Lake. La densidad de población era de 319,44 hab./km². De los 2880 habitantes, Heritage Lake estaba compuesto por el 97.26% blancos, el 0.9% eran afroamericanos, el 0.38% eran amerindios, el 0.24% eran asiáticos, el 0% eran isleños del Pacífico, el 0.52% eran de otras razas y el 0.69% pertenecían a dos o más razas. Del total de la población el 1.91% eran hispanos o latinos de cualquier raza.